# بلشون همبلوت
بلشون همبلوت (باللاتينية: Ardea humbloti) ويسمى أيضاً بلشون مدغشقر هو نوع من البلشون يتواجد في جزيرة مدغشقر وجزر القمر ومايوت، يعتبر من الطيور المهددة بالانقراض، حيث بقي حوالي 1500 منه فقط، وقد سمي باسم همبلوت نسبة لمكتشفه ليون همبلوت.